# 百五減算
百五減算（ひゃくごげんざん）は、未知の数（厳密には 0 ～ 104 の整数）を 3, 5, 7 でそれぞれ割った余りから元の数を求める和算の一つ。
3 で割った余りには 70、5 で割った余りには 21、7 で割った余りには 15 をかけた合計から 105 未満になるまで繰り返し 105 を引く（つまり 105 で割った余りを求める）もの。

## 例
以下に百五減算を利用して相手の年齢を当てるゲームを示す。これは百五減算を利用した遊びとして典型的なものである。
「あなたの年齢を 3 で割った余りを教えて下さい」と聞いて、例えば「 1 です」という答えを得る。同様に 5 と 7 で割った余りも尋ねてそれぞれ 4 , 5 であると教えてもらったとする。
そこで素早く 1 × 70 + 4 × 21 + 5 × 15 = 229 を計算し、229から105を引けるだけ引いていくと 229 - 105 = 124 , 124 - 105 = 19 となり、余りを聞いただけで「あなたの年齢は 19 歳ですね」と言い当てられるというわけである。
もちろんこの計算だけでは124歳や229歳である可能性もあるのだが、19歳か124歳かは相手を見ればすぐにわかるので、人間の年齢を当てるには十分である。

## 背景
{\displaystyle 70\equiv 0{\pmod {(5\times 7)}},70\equiv 1{\pmod {3}}}
{\displaystyle 21\equiv 0{\pmod {(3\times 7)}},21\equiv 1{\pmod {5}}}
{\displaystyle 15\equiv 0{\pmod {(3\times 5)}},15\equiv 1{\pmod {7}}}より。

## 一般解
3で割った余りをa、5で割った余りをb、7で割った余りをcとするとき、解xは、合同式を用いて
　　　　x ≡ 70a + 21b + 15c (mod 105)
と表される。
解から105を引いた数もまた解になるので、70から105を引いて 70 - 105 = -35 として、別解
　　　　x ≡ -35a + 21b + 15c (mod 105)
を得る。
なお、余りを知る数が3、5、7でなくても、どの2つをとっても互いに素となるような数の組み合わせであれば、中国剰余定理によりこのような合同式を導くことができる。

## 原文
吉田 1977から問題と回答の原文を引用する。

### 問題
第十三　百五げんといふ事
▲半（）ばかりをきゝてかづを云事なり。先（）七づゝ引（）時、二つ残ると云。又五つひく時、一つ残ると云。又三づゝ引時、二つ残ると云時に、此半（）ばかりを聞（）て惣数を知る。

### 回答
惣数八十六あるといふなり。
　先（）七づゝ引時の半一つを、十五づゝのさん用に入（）、三十とおき、又五づゝ引時の半一つを、二十一と入て置（）。又三づゝの時の半（）を、一つを七十づゝのさん用にして百四十と入て、三口合（）百九十一有時、百にあまる時には百五はらい、のこり八十六あるといふなり。

## 関連
- 中国の剰余定理